# Ophicrania striatocollis
Ophicrania striatocollis är en insektsart som beskrevs av Johann Jakob Kaup 1871. Ophicrania striatocollis ingår i släktet Ophicrania och familjen Phasmatidae. Inga underarter finns listade i Catalogue of Life.